# Удивительные приключения Дениса Кораблёва
«Удивительные приключения Дениса Кораблёва» — советский двухсерийный детский телефильм, снятый по мотивам рассказов Виктора Драгунского в постановке Игоря Добролюбова режиссёрами-постановщиками Игорем Пушкарёвым и Владимиром Колосом в 1979 году.

Первая серия — «Ровно двадцать пять кило».

Вторая серия — «Друг детства».

## Сюжет
Фильм снят по мотивам известных рассказов популярного детского писателя Виктора Драгунского о школьнике Денисе Кораблёве, его друзьях и близких. Использованы следующие рассказы:
- «Ровно двадцать пять кило», в котором Денис весьма оригинальным образом выигрывает подписку на журнал «Мурзилка».
- «Не хуже вас, цирковых!», в котором он случайно становится «цирковым артистом» (правда, ненадолго).
- «Друг детства», где Денис рассуждает о том, кем станет, когда вырастет, и отказывается использовать плюшевого Мишку в качестве боксёрской груши.
- «Девочка на шаре», в котором он встречает свою первую любовь.
- «Гусиное горло», в котором Денис приготавливает вполне оригинальный подарок для своего друга.
- «На Садовой большое движение», где он и его приятель оказываются обманутыми нахальным мальчишкой.
- «Белые амадины», в котором Денис посещает выставку певчих птиц.
- «Мой знакомый медведь», где Денис встречает на празднике медведя, который на самом деле оказывается переодетым артистом.
- «Мотогонки по отвесной стене», в котором Денис без спроса берёт велосипед с мотором, принадлежащий мишкиному родственнику Феде, и катается по двору.
- А также небольшие эпизоды из других рассказов.

## В главных ролях
- Серёжа Писунов — Денис Кораблёв
- Алёша Варвашеня — Лёвка
- Саша Кудытин — Мишка

## В ролях
- Саша Ходыко — Саша
- Денис Рунцов — Толик
- Валера Канищев — Обманщик
- Галя Круглякова — Таня Воронцова
- Валя Брауде — Девочка на барабане
- Максим Круковский — Костик
- Оля Сорока — Алёнка
- Ёла Санько — Мама Дениса
- Владимир Носик — Папа Дениса

### В фильме снимались
- Александр Гречаный — «Медведь»
- Светлана Орлова — Снежная Королева
- Юрий Чернов — Сажин, «Олег Попов»
- Любовь Румянцева  — Слонова, мама Миши
- Игорь Пушкарёв — Слонов, папа Мишки
- Георгий Куликов — Председатель жюри
- Г. Лаврусюк
- Регина Корохова — Марья Петровна
- Валентин Букин — Зритель на выставке
- Тамара Муженко — Тётя Дуся
- Иван Жаров — Доктор Айболит
- Светлана Турова — Буфетчица
- Галина Макарова — Тётя Маша
- Федор Никитин — Сергей Петрович
- Юрий Червоткин — Клоун Юра
- Анатолий Столбов — Сергей Степанович
- Любовь Соколова — Билетёрша в цирке
- Дмитрий Миргородский  — «Индеец»
- Владимир Сичкарь — Главный инженер управления
- Сергей Приселков — Гость папы Дениса, заместитель начальника треста

## Съёмочная группа
- Автор сценария — Денис Драгунский
- Постановка Игоря Добролюбова
- Оператор-постановщик — Григорий Масальский
- Художник-постановщик — Владимир Шнаревич
- Композитор — Владимир Шаинский
- Стихи Михаила Танича